# BOTANY OF LOVE
『BOTANY OF LOVE』（ボタニー・オブ・ラヴ）は、崎谷健次郎の通算6枚目のオリジナル・アルバム。1992年1月21日に発売された。

## 解説
前作『ambivalence』から僅か9か月での新作発表となった。これは1stアルバム『DIFFERENCE』から2ndアルバム『Realism』の際のインターバルと同じである。
本作は崎谷自身が1曲のカバーを除いた9曲のうち7曲もの作詞を手掛けている。作詞の面では初顔合わせとなる吉田美奈子、長きに提供している松井五郎とも1曲ずつである。

## リマスター再発盤
2018年、各配信サービスにてデジタルリマスターされた音源が入手可能となった。

## 収録曲
- 作詞・作曲・編曲：崎谷健次郎（特記以外）
- 作詞：吉田美奈子（4）松井五郎（7）
- 作詞・作曲：ミッシェル・ポルナレフ（8）

1. SAD SATURDAY
2. 再会までSO LONG
3. A SPROUT IN DESERT
4. 夜明けまでは
  - 上田浩恵への提供曲（1987年）のセルフカバー。
5. LADY IN LOVE
  - 通算14枚目「CHEERS! TOKYO」のシングル収録曲。
6. I WANNA TALK WITH YOU
7. 涙が君を忘れない
  - 通算12枚目のシングル表題曲。
  - 映画『江戸城大乱』（東映、1991年）主題歌。
8. TOUT,TOUT POUR MACHERIE
  - フランスのシンガーソングライター・ミッシェル・ポルナレフの楽曲（1969年）のカバー。1996年にNHK『ときめき・夢・サウンド』に崎谷が出演し、クラシック編曲でのオーケストラ演奏により歌唱している。この映像をミッシェルは認知している[6]。
  - テレビドラマ『昔みたい』（フジテレビ、1991年8月12日〜9月20日、監督：大井利夫、脚本：林誠人、主演：萬田久子、辰巳琢郎）主題歌。
9. STARS FACED ON
10. 真実に微笑を
  - 通算12枚目シングル「涙がまだ君を忘れない」の収録曲。

## スタッフ
- プロデュース：崎谷健次郎
- アート・ディレクション：奥村靫正

## 関連作品
- 『PLACE IN THE SUN』 - 上田浩恵の通算1枚目のオリジナル・アルバム（1987年）。「夜明けまでは」収録。
- 『シェリーに口づけ（旧題：可愛いシェリーのために）』 - ミッシェル・ポルナレフのシングル（1971年（1969年））。「TOUT TOUT POUR MA CHERIE」収録。